# Laura Kenny
Laura Rebecca Kenny (nacida como Laura Rebecca Trott, Harlow, 24 de abril de 1992) es una deportista británica que compite en ciclismo en las modalidades de pista, especialista en las pruebas de persecución por equipos y ómnium, y ruta. Es una de las ciclistas de pista más exitosas de la historia: cuatro veces campeona olímpica, siete veces campeona mundial y catorce veces campeona europea.
Participó en tres Juegos Olímpicos de Verano, obteniendo en total seis medallas, dos de oro en Londres 2012 (en las pruebas de ómnium y de persecución por equipos), dos de oro en Río de Janeiro 2016 (en ómnium y en persecución por equipos) y dos en Tokio 2020, oro (madison) y plata (persecución por equipos).
Ganó quince medallas en el Campeonato Mundial de Ciclismo en Pista entre los años 2011 y 2020, y 18 medallas en el Campeonato Europeo de Ciclismo en Pista entre los años 2010 y 2020.
Está casada con el ciclista Jason Kenny, del que ha tomado su apellido.
Fue nombrada oficial de la Orden del Imperio Británico (OBE) en el año 2012, comendadora de la Orden del Imperio Británico (CBE) en 2017 y dama comendadora (DBE) en 2022. También es miembro del «Hall of Fame» de la Unión Europea de Ciclismo.

## Carrera deportiva
Es cuatro veces campeona mundial y ocho veces campeona europea en persecución por equipos. En ómnium ganó el título mundial dos veces y cuatro veces el europeo.
En los Juegos Olímpicos de Londres 2012 ganó la medalla de oro en la prueba de persecución por equipos (haciendo equipo con Dani King y Joanna Rowsell), estableciendo un nuevo récord mundial. También ganó el oro en ómnium, convirtiéndose en doble campeona olímpica en sus primeros Juegos.
En su siguiente participación olímpica, Río de Janeiro 2016, logró defender sus dos títulos, proclamándose nuevamente campeona en persecución por equipos (junto con Katie Archibald, Elinor Barker y Joanna Rowsell-Shand) y en ómnium. En Tokio 2020 obtuvo dos medallas, oro en madison (haciendo pareja con Katie Archibald) y plata en persecución por equipo (con Katie Archibald, Neah Evans y Josie Knight).

## Medallero internacional
| Juegos Olímpicos   | Juegos Olímpicos          | Juegos Olímpicos  | Juegos Olímpicos        |
| Año                | Lugar                     | Medalla           | Competición             |
| ------------------ | ------------------------- | ----------------- | ----------------------- |
| 2012               | Londres ( Reino Unido)    | Medalla de oro    | Persecución por equipos |
| 2012               | Londres ( Reino Unido)    | Medalla de oro    | Ómnium                  |
| 2016               | Río de Janeiro ( Brasil)  | Medalla de oro    | Persecución por equipos |
| 2016               | Río de Janeiro ( Brasil)  | Medalla de oro    | Ómnium                  |
| 2020               | Tokio ( Japón)            | Medalla de oro    | Madison                 |
| 2020               | Tokio ( Japón)            | Medalla de plata  | Persecución por equipos |
| Campeonato Mundial |                           |                   |                         |
| Año                | Lugar                     | Medalla           | Competición             |
| 2011               | Apeldoorn ( Países Bajos) | Medalla de oro    | Persecución por equipos |
| 2012               | Melbourne ( Australia)    | Medalla de oro    | Persecución por equipos |
| 2012               | Melbourne ( Australia)    | Medalla de oro    | Ómnium                  |
| 2013               | Minsk ( Bielorrusia)      | Medalla de oro    | Persecución por equipos |
| 2013               | Minsk ( Bielorrusia)      | Medalla de plata  | Ómnium                  |
| 2014               | Cali ( Colombia)          | Medalla de oro    | Persecución por equipos |
| 2014               | Cali ( Colombia)          | Medalla de plata  | Ómnium                  |
| 2015               | Saint-Quentin ( Francia)  | Medalla de plata  | Persecución por equipos |
| 2015               | Saint-Quentin ( Francia)  | Medalla de plata  | Ómnium                  |
| 2016               | Londres ( Reino Unido)    | Medalla de oro    | Scratch                 |
| 2016               | Londres ( Reino Unido)    | Medalla de oro    | Ómnium                  |
| 2016               | Londres ( Reino Unido)    | Medalla de bronce | Persecución por equipos |
| 2018               | Apeldoorn ( Países Bajos) | Medalla de plata  | Persecución por equipos |
| 2019               | Pruszków ( Polonia)       | Medalla de plata  | Persecución por equipos |
| 2020               | Berlín ( Alemania)        | Medalla de plata  | Persecución por equipos |
| Campeonato Europeo |                           |                   |                         |
| Año                | Lugar                     | Medalla           | Competición             |
| 2010               | Pruszków ( Polonia)       | Medalla de oro    | Persecución por equipos |
| 2011               | Apeldoorn ( Países Bajos) | Medalla de oro    | Persecución por equipos |
| 2011               | Apeldoorn ( Países Bajos) | Medalla de oro    | Ómnium                  |
| 2013               | Apeldoorn ( Países Bajos) | Medalla de oro    | Persecución por equipos |
| 2013               | Apeldoorn ( Países Bajos) | Medalla de oro    | Ómnium                  |
| 2014               | Baie-Mahault ( Francia)   | Medalla de oro    | Persecución por equipos |
| 2014               | Baie-Mahault ( Francia)   | Medalla de oro    | Ómnium                  |
| 2015               | Grenchen ( Suiza)         | Medalla de oro    | Persecución por equipos |
| 2015               | Grenchen ( Suiza)         | Medalla de oro    | Scratch                 |
| 2015               | Grenchen ( Suiza)         | Medalla de oro    | Ómnium                  |
| 2018               | Glasgow ( Reino Unido)    | Medalla de oro    | Persecución por equipos |
| 2018               | Glasgow ( Reino Unido)    | Medalla de oro    | Eliminación             |
| 2019               | Apeldoorn ( Países Bajos) | Medalla de oro    | Persecución por equipos |
| 2019               | Apeldoorn ( Países Bajos) | Medalla de plata  | Ómnium                  |
| 2019               | Apeldoorn ( Países Bajos) | Medalla de plata  | Madison                 |
| 2020               | Plovdiv ( Bulgaria)       | Medalla de oro    | Persecución por equipos |
| 2020               | Plovdiv ( Bulgaria)       | Medalla de plata  | Ómnium                  |
| 2020               | Plovdiv ( Bulgaria)       | Medalla de bronce | Madison                 |

1. 1 2  Compitió en la ronda de clasificación.

## Palmarés

### Pista
2008
- 3.ª en el Campeonato Británico de pista en modalidad de sprint, en categoría júnior.

2009
- 2.ª en el Campeonato Británico de ciclismo en ruta.
- Campeonato Británico de pista en modalidad de persecución, en categoría júnior.
- Campeonato Británico de pista en modalidad Carrera por puntos, en categoría júnior.
- 2.ª en el Campeonato Británico de pista en modalidad de 500 metros contrarreloj, en categoría júnior.
- 3.ª en el Campeonato Británico de pista en modalidad de madison, empatada con Hannah Mayho.

2010
- Campeonato Europeo de Ciclismo en Pista en modalidad de persecución.
- Campeonato Británico de pista en modalidad derny.
- 3.ª en el Campeonato Británico de pista en modalidad de persecución.
- Campeonato Británico de pista en modalidad de persecución, en categoría júnior.
- Campeonato Británico de pista en modalidad de 500 metros contrarreloj, en categoría júnior.
- 2.ª en el Campeonato Británico de pista en modalidad carrera por puntos, en categoría júnior.
- 2.ª en el Campeonato Británico de pista en modalidad de scratch, en categoría júnior.

2011
- Campeonato Mundial de Persecución por equipos
- Campeonato Europeo de Persecución por equipos
- Campeonato Europeo de Omnium

2012
- Campeonato Olímpico en Persecución por equipos
- Campeonato Olímpico en Omnium
- Campeonato Mundial de Persecución por equipos
- Campeonato Mundial de Omnium

2013
- Campeonato Mundial de Persecución por equipos
- 2.ª en el Campeonato Mundial de Omnium
- Campeonato Europeo de Persecución por equipos
- Campeonato Europeo de Omnium

2014
- Campeonato Mundial de Persecución por equipos
- 2.ª en el Campeonato Mundial de Omnium
- Campeonato Europeo de Persecución por equipos
- Campeonato Europeo de Omnium

2015
- 2.ª en el Campeonato Mundial de Persecución por equipos
- 2.ª en el Campeonato Mundial de Omnium
- Campeonato Europeo de Persecución por equipos
- Campeonato Europeo de Omnium
- Campeonato Europeo de Scratch

2016
- Campeonato Mundial de Scratch
- Campeonato Mundial de Omnium
- 3.ª en el Campeonato Mundial Persecución por Equipos
- Campeonato Olímpico en Omnium
- Campeonato Olímpico en Persecución por equipos

### Ruta
2013
- 2.ª en el Campeonato de Reino Unido en Ruta

2014
- Campeonato de Reino Unido en Ruta

2015
- 3.ª en el Campeonato de Reino Unido en Ruta